# Seconde intercalaire

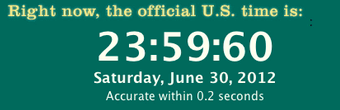
Capture d'écran de l'horloge UTC de time.gov pendant la seconde intercalaire du 30 juin 2012 à 23:59:60.

Une seconde intercalaire, également appelée seconde additionnelle ou saut de seconde, est un procédé occasionnellement employé pour ajuster le temps universel coordonné, plus connu sous son abréviation UTC.
Un saut de seconde permet, d'une part, de maintenir ce temps universel coordonné proche du temps solaire – ordinaire mais variable, et, d'autre part, de lui assurer la même fiabilité que le temps atomique – inaccoutumé mais stable. C'est en effet le temps atomique international (TAI) qui détermine la durée étalon d'une seconde.
L'Observatoire de Paris a la charge pour la communauté internationale de gérer ce système correctif de la mesure du temps. Au 1er janvier 2020 et depuis son introduction en 1972, 27 secondes intercalaires ont été ajoutées.

## Principe
Les secondes intercalaires sont des secondes ajoutées (ou éventuellement retranchées) au temps universel coordonné (UTC) pour l'adapter aux variations de la vitesse de rotation de la Terre. L'écoulement du temps universel coordonné est fixé comme étant le même que celui du temps atomique international (TAI). Il est de ce fait très stable. Cependant ce temps atomique international est dissocié du temps solaire moyen. Or ce dernier nous est usuel car il est lié au temps universel (UT1), c'est-à-dire à la rotation de la Terre. Mais ce dernier est lentement variable. De nombreux facteurs plus ou moins périodiques influencent cette instabilité. Le facteur dominant à long terme est le ralentissement de la rotation de la Terre dû à la dissipation d'énergie dans les phénomènes des marées. D'une façon générale, la date de la prochaine seconde intercalaire n'est pas prévisible avec exactitude.
Depuis 1986, l'UTC est défini par la recommandation 460-6 de l'UIT-R : son objet est l'usage calendaire civil en se basant sur une mesure scientifique précise du temps. Le temps atomique international est extrêmement stable, car établi par un ensemble d'horloges atomiques. Il établit une échelle régulière isochrone à usage scientifique. Il est fixé par le Bureau international des poids et mesures. Il est établi à partir d'un ensemble de plus de 300 horloges atomiques disséminées sur le globe ; il est totalement dissocié de la rotation terrestre. Le TAI, n'étant pas lié à la Terre, est plusieurs millions de fois plus stable que l'UT1. C'est pourquoi l'UTC est aligné par rapport au TAI depuis 1972, plutôt qu'à l'UT1 comme c'était précédemment le cas depuis 1961.
Il est spécifié que l'UTC et le TAI ne doivent différer que d'un nombre entier de secondes. Les secondes intercalaires sont ajoutées ou retranchées à la fin de la dernière minute du dernier jour du mois précédant le 1er juillet ou le 1er janvier. De plus, si le ralentissement ou l'accélération de la rotation de la Terre devait s'accroître de sorte que l'écart maximum de 0,9 s entre UTC et UT1 ne puisse plus être assuré dans la même période de 6 mois, il serait possible d'insérer ou de retrancher une seconde intercalaire supplémentaire avant un 1er avril ou un 1er octobre.
Au jour prévu, la seconde suivant 23:59:59 UTC est comptée 23:59:60 UTC qui elle-même sera suivie de 00:00:00 en date du lendemain. Dans de tels cas, la journée du 30 juin ou du 31 décembre a une durée de 86 401 secondes au lieu des 86 400 habituelles.
Si la rotation de la Terre s'accélérait, il serait également possible d'enlever une seconde en passant de 23:59:58 à 00:00:00 sans qu'il y ait un 23:59:59 ce jour-là. Dans un tel cas, la journée du 30 juin ou du 31 décembre aurait une durée de 86 399 secondes au lieu des 86 400 habituelles. Ce cas ne s'est encore jamais produit et il est très peu probable qu'il se produise compte tenu du ralentissement à long terme de la rotation de la Terre.
En pratique, depuis l'origine, les secondes intercalaires ont été ajoutées quand la différence entre UTC et UT1 approchait 0,6 s et même moins.
C'est le Bureau Central du Service international de la rotation terrestre et des systèmes de référence situé à l'Observatoire de Paris qui décide de l'introduction des secondes intercalaires et les annonce à l'avance par un bulletin d'information, le Bulletin C, publié tous les 6 mois,. Le décalage entre TAI et UTC est donné par la dernière édition en date du bulletin C . L'IERS publie également dans son bulletin D, la différence DUT1 = UT1 − UTC avec une précision de 0,1 seconde à destination des utilisateurs ayant des besoins d'accéder à UT1 à mieux que 0,9 seconde près. Cette correction permet notamment d'améliorer la précision en longitude des systèmes de géolocalisation et de navigation terrestre. La valeur courante de cet écart est accessible depuis la dernière version du bulletin D (0,0 s au 28 juillet 2022),.

## Chronologie des modifications du temps universel coordonné
| Année | 30 juin 23:59:60 | 31 déc. 23:59:60 |
| ----- | ---------------- | ---------------- |
| 1999  | 0                | 0                |
| 2000  | 0                | 0                |
| 2001  | 0                | 0                |
| 2002  | 0                | 0                |
| 2003  | 0                | 0                |
| 2004  | 0                | 0                |
| 2005  | 0                | +1               |
| 2006  | 0                | 0                |
| 2007  | 0                | 0                |
| 2008  | 0                | +1               |
| 2009  | 0                | 0                |
| 2010  | 0                | 0                |
| 2011  | 0                | 0                |
| 2012  | +1               | 0                |
| 2013  | 0                | 0                |
| 2014  | 0                | 0                |
| 2015  | +1               | 0                |
| 2016  | 0                | +1               |
| 2017  | 0                | 0                |
| 2018  | 0                | 0                |
| 2019  | 0                | 0                |
| 2020  | 0                | 0                |
| 2021  | 0                | 0                |
| 2022  | 0                | 0                |
| 2023  | 0                | 0                |
| 2024  | 0                | 0                |
| 2025  | 0                | 0                |

| Année | 30 juin 23:59:60 | 31 déc. 23:59:60 |
| ----- | ---------------- | ---------------- |
| 1972  | +1               | +1               |
| 1973  | 0                | +1               |
| 1974  | 0                | +1               |
| 1975  | 0                | +1               |
| 1976  | 0                | +1               |
| 1977  | 0                | +1               |
| 1978  | 0                | +1               |
| 1979  | 0                | +1               |
| 1980  | 0                | 0                |
| 1981  | +1               | 0                |
| 1982  | +1               | 0                |
| 1983  | +1               | 0                |
| 1984  | 0                | 0                |
| 1985  | +1               | 0                |
| 1986  | 0                | 0                |
| 1987  | 0                | +1               |
| 1988  | 0                | 0                |
| 1989  | 0                | +1               |
| 1990  | 0                | +1               |
| 1991  | 0                | 0                |
| 1992  | +1               | 0                |
| 1993  | +1               | 0                |
| 1994  | +1               | 0                |
| 1995  | 0                | +1               |
| 1996  | 0                | 0                |
| 1997  | +1               | 0                |
| 1998  | 0                | +1               |

Le temps universel (UT1) et le temps atomique international (TAI) ont été synchronisés en 1958. Avant la mise en place du temps universel coordonné (UTC) en 1972, le décalage total d'UT1 par rapport au TAI avait atteint exactement dix secondes entre 1958 et 1971. On choisit donc un décalage initial de cette même durée entre UTC et TAI. Le 1er janvier 1972 00:00:00 UTC fut ainsi le 1er janvier 1972 00:00:10 TAI.
Le tableau ci-contre donne la date et l'heure des ajouts de secondes intercalaires, en temps UTC. Pour obtenir l'heure légale d'un pays, on ajoute le décalage avec UTC de son fuseau horaire, y compris le cas échéant le décalage dû à l'heure d'été. Pour la France, la Belgique, et la Suisse, jusqu'à l'instauration du décalage saisonnier, on ajoutait une heure à l'horaire UTC indiqué. Depuis la mise en place du décalage saisonnier, on ajoute une heure en hiver, et deux heures en été. Dans ces pays, cette seconde intercalaire fut donc par exemple rajoutée entre 0:59:59 et 1:00:00 (heure locale) le 1er janvier 2006. Pour le Québec, il faut retrancher 5 h en hiver et 4 h en été.
Au 1er janvier 2017, en 45 ans, 27 ajouts d'une seconde avaient eu lieu. Cela porte alors à 37 s le décalage entre l'UTC et le TAI. En moyenne, ils ont été réalisés tous les 19 mois. Le plus long intervalle de temps (neuf ans) sans modification est celui en cours entre la seconde intercalaire du 31 décembre 2016 et la date du 31 décembre 2025.

## Problèmes d'implémentation

### POSIX
Une des raisons de l'absence de consensus sur la façon correcte de traiter les secondes intercalaires dans les systèmes d'information est que le cadre normatif POSIX (dont le strict respect est une condition sine qua non pour nombre de systèmes) est incohérent quand il s'agit d'UTC, : POSIX exige à la fois des jours durant toujours 86 400 s seulement et des dates représentant UTC. Il est donc a priori impossible pour un programme en C de représenter correctement UTC (donc le temps légal) et d'être simultanément compatible avec POSIX. Il est néanmoins possible de mettre en œuvre des solutions de contournement,.

### Domaines d'activité touchés
Les systèmes d'information sont de loin les plus touchés : l'insertion de la seconde intercalaire peut provoquer, selon la façon dont elle est implémentée, des discontinuités ou des ambiguïtés dans l'échelle de temps système qui peuvent conduire à des dysfonctionnements sévères.
Les systèmes de positionnement par satellites sont marginalement affectés, tous utilisent comme temps système des échelles de temps continues comme GPS time. C'est plus dans les systèmes en aval, qui utilisent les SPS que les problèmes sont susceptibles d'apparaître : dans quelques années viendront s'ajouter aux systèmes existants (GPS, Glonass) les systèmes Galileo (Europe), GAGAN/IRNSS (Inde), Beidou (Chine), MTSAT Satellite Augmentation System/QZSS (Japon). Ces constellations de satellites, en plus de permettre le positionnement, diffusent le temps et permettent de caler les récepteurs sur une échelle de temps, par exemple UTC. Il est donc important que tous ces systèmes transmettent la même échelle de temps, pour permettre leur interopérabilité et, par ailleurs, la continuité de cette échelle commune est importante.
S'il est techniquement plus simple de se passer purement et simplement des secondes intercalaires, leur suppression pose néanmoins des problèmes dont la résolution a un coût. Mais ils pèsent peu dans la balance face à tous les systèmes qui n'ont pas de garantie de traiter les secondes intercalaires correctement et qui fonctionneraient mieux sans.

### Incidents et pannes affectant les systèmes d'information
Les périodes d'insertion des secondes intercalaires créent des conditions propices au « réveil » de bugs passés inaperçus dans des conditions normales,. Diverses solutions de contournement du problème posé aux systèmes d'information par la discontinuité de leur échelle de temps système sont possibles. Celle appliquée par Google consiste à « étaler » l'insertion de la seconde intercalaire sur la journée précédant l'événement : pour ce faire, les serveurs google distribuant l'heure via le protocole NTP, distribuent une heure décalée progressivement de quelques millisecondes supplémentaires pour retrouver finalement une heure système en phase avec UTC après l'insertion de la seconde intercalaire.
Certains systèmes d'exploitation des ordinateurs ont décidé d'intégrer définitivement la gestion de la seconde intercalaire. C'est le cas du système d'exploitation Windows de Microsoft, à partir de la version 10. D'autres, par leur construction (Linux en particulier à cause de POSIX), ne le permettent pas.

## Avenir des secondes intercalaires
Depuis 1999 se tient un débat suggérant d'abandonner les secondes intercalaires dans leur forme actuelle. La question de fond qui se pose est de décider si le temps doit conserver son ancrage astronomique, lié à la rotation de la Terre ou si l'on doit abandonner cet ancrage pour un temps continu mais purement artificiel. La réponse relève plus de considérations historiques, sociales, politiques voire philosophiques que purement techniques.
La résolution des problèmes techniques (principalement la discontinuité des échelles de temps des systèmes d'information) relèvent pour leur part essentiellement de la mise en œuvre de bonnes pratiques d'ingénierie.

### Historique du processus de modification éventuelle de la recommandation UIT-R TF.460-6
La proposition de résolution visant à abolir les secondes intercalaires était inscrite à l'ordre du jour de l'assemblée des radiocommunications de l'UIT qui s'est tenue du 16 au 20 janvier 2012 (commission WP7A). La précédente réunion (8 – 13 octobre 2008) avait montré un déplacement de l'opinion des organismes concernés vers une redéfinition de l'UTC par une suppression des secondes intercalaires, UTC devenant une échelle continue. La différence DUT1 entre UTC et UT1 serait alors diffusée par l'IERS de façon continue (via internet par exemple) et non plus par paliers de 0,1 s.
En janvier 2012, si le principe de la suppression des secondes intercalaires est la position majoritaire parmi les délégations les plus influentes, les modalités de mise en œuvre telles qu'elles apparaissaient dans la résolution soumise à discussion posaient au moins autant de problèmes qu'elles n'en résolvaient : un UTC « temps universel coordonné » sans seconde intercalaire n'est plus ni universel ni coordonné. On s'attendait à ce que la résolution aille au vote et que la résolution passe — les dernières informations donnaient une large majorité des pays concernés en faveur de la résolution —, mais les arguments du Royaume-Uni, principal défenseur des secondes intercalaires (et du statut de GMT), et l'Allemagne — d'abord favorable à l'abolition mais qui s'est inquiétée des conséquences de la résolution telle qu'elle était soumise — ont eu suffisamment de poids pour que le consensus se fasse sur le fait que le problème nécessite un supplément d'informations.
Étape suivante en 2015 à la conférence WRC (World Radiocommunication Conference) de l'UIT qui s'est tenue à Genève du 2 au 27 novembre 2015. Le communiqué de presse de l'UIT à l'issue de la conférence réitère son appel à des études complémentaires sur les échelles de temps actuelles et futures incluant leur impact et leurs applications. Le rapport qui en sera tiré sera examiné à nouveau à la conférence WRC de 2026. Jusqu'à 2026 au moins les secondes intercalaires restent donc en vigueur.

### Options à l'étude (2015–2026) pour le futur des secondes intercalaires
Le remplacement des secondes intercalaires par l'introduction d'heures intercalaires (la première se produisant vers l'an 2600) a été suggéré mais n'apparaît plus dans les propositions de modification. En 2015, l'UIT ne retient que quatre « familles » de solutions pour l'avenir de la recommandation définissant UTC : 
A. Suppression des secondes intercalaires d'UTC (avec ou sans changement de nom d'UTC).
B. Maintien des secondes intercalaires mais introduction d'une échelle de temps complémentaire continue.
C. Statu quo concernant les secondes intercalaires, modifications mineures de la rédaction de la recommandation.
D. Statu quo intégral.
Avec l'adoption d'une solution de type A, l'heure de référence légale serait découplée de la rotation terrestre ; elle deviendrait purement artificielle et serait totalement détachée des mouvements célestes. Ainsi, à Greenwich notamment, le midi solaire se décalerait lentement du midi légal, avec pour conséquence immédiate que les pays faisant référence à GMT pour établir leur temps légal se retrouvent avec un problème législatif à résoudre.
Lors de la 27e réunion de la Conférence générale des poids et mesures (CGPM) du 15 au 18 novembre 2022 qui s'est réunie à Versailles, il a été décidé dans sa 4e résolution « que la valeur maximale pour la différence (UT1 - UTC) sera augmentée au plus tard en 2035 ».
La CGPM « demande au Comité international des poids et mesures (CIPM) de consulter l'Union internationale des télécommunications (UIT) ainsi que d’autres organisations qui pourraient être concernées par cette décision, afin de préparer les actions suivantes :
- proposer une valeur maximale pour la différence (UT1 - UTC) qui permettra d'assurer la continuité de l'UTC pendant au moins un siècle,
- préparer un plan de mise en œuvre d'ici 2035 au plus tard de la valeur maximale proposée pour la différence (UT1 - UTC),
- proposer une périodicité pour l'examen par la CGPM de la nouvelle valeur maximale après sa mise en œuvre afin que la CGPM garde le contrôle de l'applicabilité et de l'acceptabilité de la valeur appliquée,
- rédiger une résolution décrivant ces propositions qui sera soumise pour adoption par la CGPM à sa 28e réunion (2026). »